# 티라나주
티라나주(알바니아어: Qarku i Tiranës)는 알바니아 중부에 위치한 주로 주도는 티라나(알바니아의 수도)이다. 면적은 1,652km2, 인구는 912,190명(2021년 기준)이다. 서쪽으로는 아드리아해와 접하고 있고 북쪽으로는 두러스주, 북동쪽으로는 디버르주, 남동쪽으로는 엘바산주, 남쪽으로는 피에르주와 접한다. 알바니아에서 인구가 가장 많은 주이며 2개 현(카바여현, 티라나현)을 관할한다.

## 인구
| 연도  | 인구    | ±%     |
| ----- | ------- | ------ |
| 1989  | 449,228 | —      |
| 2001  | 597,899 | +33.1% |
| 2011  | 749,365 | +25.3% |
| 2023  | 758,513 | +1.2%  |
| 출처: |         |        |

## 같이 보기
- 알바니아의 행정 구역